# Kate Winslet
Kate Elizabeth Winslet CBE (Reading, 1975. október 5. –) Oscar-díjas, többszörös BAFTA- és Screen Actors Guild-díjas, valamint ötszörös Golden Globe-díjas angol színésznő. 
Első szerepét tizenöt évesen kapta a Dark Season (1991) című brit televíziós sorozatban. A Mennyei teremtmények (1994) tizenéves gyilkosaként debütált a filmvásznon, majd egy évvel később az Értelem és érzelem című filmdráma hozta meg számára első BAFTA- és Screen Actors Guild-győzelmét. Világhírnévre az 1997-es Titanic című romantikus történelmi filmdrámával tett szert, női főszereplőként mindössze huszonkét évesen Oscar-jelölést szerezve. Ezt követte két további, a kritikusok körében sikert arató kosztümös film, a Sade márki játékai (2000) és az Iris – Egy csodálatos női elme (2001). 
2004-ben az Egy makulátlan elme örök ragyogása című romantikus sci-fiben játszott, ezután az Én, Pán Péter (2004), az Apró titkok (2006), A szabadság útjai (2008) és A felolvasó (2008) című filmekkel is sikereket ért el – utóbbival kiérdemelte első Oscar-győzelmét.
A 2010-es években feltűnt A beavatott-filmekben és a Steve Jobs (2015) című életrajzi filmben. A HBO Mildred Pierce (2011) és Easttowni rejtélyek (2021) sorozataival két Primetime Emmy-díjat is elvihetett.

## Élete és pályafutása
Már fiatalon is színésznő akart lenni, szülővárosában kezdte próbálgatni a szárnyait a Reading Repertory Theatre-ben, majd később a londoni West Enden is fellépett.
Néhány jelentéktelen szerep után 19 évesen, 1994-ben tört be a film világába, amikor Peter Jackson ráosztotta az egyik főszerepet Mennyei teremtmények című filmjében.
Az igazán nagy siker, az Oscar-jelölés és BAFTA-díj egy évvel később következett, mindkettőt Ang Lee Jane Austen regényéből adaptált Értelem és érzelem című filmjével érdemelte ki.
1996-ban a Hamletben Kenneth Branagh ráosztotta Ophelia szerepét, Winslet nagy átéléssel keltette életre a tragikus sorsú lányt. A nagyközönség egy évvel később ismerte meg igazán, amikor a világsikerű Titanicban volt Leonardo DiCaprio partnere, ami egy újabb Oscar-jelölést ért.
1999-ben a mérsékelt sikerű ausztrál Szentek és álszentek című produkcióban szerepelt Harvey Keitel oldalán. 2000-ben a Sade márki játékai című történelmi drámában tűnt fel, Geoffrey Rush, Michael Caine és Joaquin Phoenix társaságában. A filmben nyújtott teljesítményéért több díjban részesült. 2001-ben Winslet egy újabb Oscar-jelölést kapott az Iris – Egy csodálatos női elme című film legjobb női mellékszerepéért.
2003-ban a halálbüntetés jogosságát feszegető David Gale élete című filmdrámában szerepelt. 2004-ben két nagy sikerű filmben is szerepelt: az Egy makulátlan elme örök ragyogásában Jim Carrey oldalán, amiért Oscar-díjra jelölték, majd Johnny Depp mellett játszott az Én, Pán Péter című filmdrámában.
2006-ban két filmben játszott együtt Jude Law-val, A király összes embere című drámában és a Holiday című vígjátékban. Ekkor kapta ötödik Oscar-jelölését az Apró titkok című filmben nyújtott alakításáért. A hatodik és hetedik Golden Globe-jelölését A szabadság útjai és A felolvasó filmekkel kapta – a díjakat megnyerte, utóbbival az Oscart is megszerezte.

## Magánélete
A Dark Season forgatása közben Winslet öt évig tartó kapcsolatot kezdett Stephen Tredre színész, íróval. Kapcsolatuk alatt összeköltöztek Londonban. A Titanic forgatása után Tredre meghalt csontrákban. Winslet nem jelent meg a Titanic premierjén, mert Londonban vett részt a temetésen. Később Rufus Sewell-lel kezdett szerelmi kapcsolatot.
Kate-nek jó barátja Leonardo DiCaprio.
1998. november 22-én Winslet összeházasodott Jim Threapleton rendezővel. Lányuk, Mia Honey 2000. október 22-én született Londonban. A 2001-es válásuk után Winslet Sam Mendes filmrendezővel került kapcsolatba, akivel össze is házasodott 2003. május 24-én Anguilla szigetén, a Karib-tengeren. Fiuk, Joe Alfie Winslet Mendes 2003. december 22-én született New Yorkban. 2010-ben elváltak. 
2012 decemberében Winslet összeházasodott Ned Rocknroll-lal. Fiuk, Bear Winslet 2013. december 7-én született Angliában.

## Filmográfia

### Film
| Év   | Magyar cím                         | Eredeti cím                           | Szerep                       | Magyar hang         | Rendező              |
| ---- | ---------------------------------- | ------------------------------------- | ---------------------------- | ------------------- | -------------------- |
| 1994 | Mennyei teremtmények               | Heavenly Creatures                    | Juliet Marion Hulme          | Zakariás Éva        | Peter Jackson        |
| 1995 | Értelem és érzelem                 | Sense and Sensibility                 | Marianne Dashwood            | Kökényessy Ági      | Ang Lee              |
| 1995 | Egy kölyök Arthur király udvarában | A Kid in King Arthur's Court          | Sarah hercegnő               | Biró Anikó          | Michael Gottlieb     |
| 1996 | Lidércfény                         | Jude                                  | Sue Bridehead                | Mezei Kitty         | Michael Winterbottom |
| 1996 | Hamlet                             | Hamlet                                | Ophelia                      | Györgyi Anna        | Kenneth Branagh      |
| 1996 | Hamlet                             | Hamlet                                | Ophelia                      | Major Melinda       | Kenneth Branagh      |
| 1997 | Titanic                            | Titanic                               | Rose DeWitt Bukater          | Major Melinda       | James Cameron (1.)   |
| 1998 | A marokkói kaland                  | Hideous Kinky                         | Julia                        |                     | Gillies MacKinnon    |
| 1999 | Tündérek                           | Faeries                               | Brigid (hangja)              |                     | Gary Hurst           |
| 1999 | Szentek és álszentek               | Holy Smoke!                           | Ruth Barron                  | Kováts Adél         | Jane Campion         |
| 1999 | Szentek és álszentek               | Holy Smoke!                           | Ruth Barron                  | Major Melinda       | Jane Campion         |
| 2000 | Sade márki játékai                 | Quills                                | Madeleine LeClerc            | Horváth Lili        | Philip Kaufman       |
| 2001 | Enigma                             | Enigma                                | Hester Wallace               | Kökényessy Ági      | Michael Apted        |
| 2001 | Iris – Egy csodálatos női elme     | Iris                                  | Iris Murdoch fiatalon        | Major Melinda       | Richard Eyre         |
| 2001 |                                    | War Game (rövidfilm)                  | Annie (hangja)               |                     | Dave Unwin           |
| 2001 | Karácsonyi ének                    | Christmas Carol: The Movie            | Belle (hangja)               |                     | Jimmy T. Murakami    |
| 2003 | David Gale élete                   | The Life of David Gale                | Bitsey Bloom                 | Major Melinda       | Alan Parker          |
| 2004 | Egy makulátlan elme örök ragyogása | Eternal Sunshine of the Spotless Mind | Clementine Kruczynski        | Pálfi Kata          | Michel Gondry        |
| 2004 | Én, Pán Péter                      | Finding Neverland                     | Sylvia Llewelyn Davies       | Pálfi Kata          | Marc Forster         |
| 2005 | Románc és cigaretta                | Romance & Cigarettes                  | Tula                         | Majsai-Nyilas Tünde | John Turturro        |
| 2006 | A király összes embere             | All the King's Men                    | Anne Stanton                 | Major Melinda       | Steven Zaillian      |
| 2006 | Apró titkok                        | Little Children                       | Sarah Pierce                 | Ruttkay Laura       | Todd Field           |
| 2006 | Elvitte a víz                      | Flushed Away                          | Rita Malone (hangja)         | Major Melinda       | David Bowers         |
| 2006 | Elvitte a víz                      | Flushed Away                          | Rita Malone (hangja)         | Major Melinda       | Sam Fell             |
| 2006 | Holiday                            | The Holiday                           | Iris Simpkins                | Major Melinda       | Nancy Meyers         |
| 2007 | A róka és a gyerek                 | The Fox and the Child                 | narrátor (angol hangja)      |                     | Luc Jacquet          |
| 2008 | A felolvasó                        | The Reader                            | Hanna Schmitz                | Major Melinda       | Stephen Daldry       |
| 2008 | A szabadság útjai                  | Revolutionary Road                    | April Wheeler                | Major Melinda       | Sam Mendes           |
| 2011 | Az öldöklés istene                 | Carnage                               | Nancy Cowan                  | Bertalan Ágnes      | Roman Polański       |
| 2011 | Fertőzés                           | Contagion                             | Dr. Erin Mears               | Major Melinda       | Steven Soderbergh    |
| 2013 | Movie 43: Botrányfilm              | Movie 43                              | Beth (A fogás című szegmens) | Ruttkay Laura       | Peter Farrelly       |
| 2013 | Nyárutó                            | Labor Day                             | Adele Wheeler                | Major Melinda       | Jason Reitman        |
| 2014 | A beavatott                        | Divergent                             | Jeanine Matthews             | Major Melinda       | Neil Burger          |
| 2014 | A virág románca                    | A Little Chaos                        | Sabine De Barra              | Urbán Andrea        | Alan Rickman         |
| 2015 | A beavatott-sorozat: A lázadó      | Insurgent                             | Jeanine Matthews             | Major Melinda       | Robert Schwentke     |
| 2015 | Steve Jobs                         | Steve Jobs                            | Joanna Hoffman               | Ónodi Eszter        | Danny Boyle          |
| 2015 | A ruhakészítő                      | The Dressmaker                        | Myrtle „Tilly” Dunnage       | Major Melinda       | Jocelyn Moorhouse    |
| 2015 | A ruhakészítő                      | The Dressmaker                        | Myrtle „Tilly” Dunnage       | Pikali Gerda        | Jocelyn Moorhouse    |
| 2015 | A ruhakészítő                      | The Dressmaker                        | Myrtle „Tilly” Dunnage       | Kökényessy Ági      | Jocelyn Moorhouse    |
| 2016 | Tripla kilences                    | Triple 9                              | Irina Vlaslov                | Haumann Petra       | John Hillcoat        |
| 2016 | Váratlan szépség                   | Collateral Beauty                     | Claire Wilson                | Ónodi Eszter        | David Frankel        |
| 2017 | Hegyek között                      | The Mountain Between Us               | Alex Martin                  | Major Melinda       | Hany Abu-Assad       |
| 2017 | Wonder Wheel – Az óriáskerék       | Wonder Wheel                          | Ginny Rannell                | Ónodi Eszter        | Woody Allen          |
| 2019 | Manu, a legsirályabb fecske        | Birds of a Feather                    | Blanche (hangja)             | Major Melinda       | Christian Haas       |
| 2019 | Manu, a legsirályabb fecske        | Birds of a Feather                    | Blanche (hangja)             | Major Melinda       | Andrea Block         |
| 2019 | Szótlan szív                       | Blackbird                             | Jennifer                     | Balsai Móni         | Roger Michell        |
| 2020 | Ammonita                           | Ammonite                              | Mary Anning                  | Pálfi Kata          | Francis Lee          |
| 2020 | Fekete szépség                     | Black Beauty                          | Fekete szépség (hangja)      | Pálfi Kata          | Ashley Avis          |
| 2022 | Avatar: A víz útja                 | Avatar: The Way of Water              | Ronal                        | Ónodi Eszter        | James Cameron (2.)   |
| 2023 | Lee                                | Lee                                   | Lee Miller                   | Pálfi Kata          | Ellen Kuras          |
| 2025 |                                    | Avatar 3                              | Ronal                        |                     | James Cameron (3.)   |

### Televízió
| Év        | Magyar cím                      | Eredeti cím                   | Szerep                  | Megjegyzések                                                                |
| --------- | ------------------------------- | ----------------------------- | ----------------------- | --------------------------------------------------------------------------- |
| 1991      |                                 | Dark Season                   | Reet                    | 6 epizód                                                                    |
| 1992      |                                 | Anglo-Saxon Attitudes         | Caroline Jenington      | minisorozat                                                                 |
| 1992–1993 |                                 | Get Back                      | Eleanor Sweet           | 15 epizód                                                                   |
| 1993      |                                 | Casualty                      | Suzanne                 | 1 epizód                                                                    |
| 2004      | Oroszlánbecsület                | Pride                         | Suki (hangja)           | tévéfilm                                                                    |
| 2004      | Saturday Night Live             | Saturday Night Live           | házigazda               | 1 epizód                                                                    |
| 2005      | Futottak még…                   | Extras                        | önmaga                  | - 1 epizód - magyar hangja: - Major Melinda                                 |
| 2011      | Mildred Pierce                  | Mildred Pierce                | Mildred Pierce          | minisorozat                                                                 |
| 2015      | Bear Grylls: Sztárok a vadonban | Running Wild with Bear Grylls | önmaga                  | - 1 epizód - magyar hangja: - Major Melinda                                 |
| 2015      | Egy pingvinfióka élete          | Snow Chick                    | narrátor                | - tévéfilm - magyar hangja: - Orosz Anna                                    |
| 2017      |                                 | Diana: The Day Britain Cried  | narrátor                | dokumentumfilm                                                              |
| 2017      | Snow Bears                      |                               | narrátor                | dokumentumfilm                                                              |
| 2019–2020 | Múmin-völgyi kalandok           | Moominvalley                  | Mrs. Fillyjonk (hangja) | 6 epizód                                                                    |
| 2021      | Easttowni rejtélyek             | Mare of Easttown              | Mare Sheehan            | - minisorozat - főszereplő és vezető producer - magyar hangja: - Pálfi Kata |
| 2022      |                                 | I Am...                       | Ruth                    | 1 epizód                                                                    |
| 2024      | A rezsim                        | The Regime                    | Elena Vernham kancellár | - minisorozat - főszereplő és producer                                      |

## Fontosabb díjak és jelölések
Oscar-díj
| Kategória                  | Év   | Jelölt mű                          | Eredmény |
| -------------------------- | ---- | ---------------------------------- | -------- |
| legjobb női főszereplő     | 1998 | Titanic                            | Jelölve  |
| legjobb női főszereplő     | 2005 | Egy makulátlan elme örök ragyogása | Jelölve  |
| legjobb női főszereplő     | 2007 | Apró titkok                        | Jelölve  |
| legjobb női főszereplő     | 2009 | A felolvasó                        | Elnyerte |
| legjobb női mellékszereplő | 1996 | Értelem és érzelem                 | Jelölve  |
| legjobb női mellékszereplő | 2002 | Iris – Egy csodálatos női elme     | Jelölve  |
| legjobb női mellékszereplő | 2016 | Steve Jobs                         | Jelölve  |

BAFTA-díj
| Kategória                  | Év   | Jelölt mű                          | Eredmény |
| -------------------------- | ---- | ---------------------------------- | -------- |
| legjobb női főszereplő     | 2005 | Egy makulátlan elme örök ragyogása | Jelölve  |
| legjobb női főszereplő     | 2005 | Én, Pán Péter                      | Jelölve  |
| legjobb női főszereplő     | 2007 | Apró titkok                        | Jelölve  |
| legjobb női főszereplő     | 2009 | A felolvasó                        | Elnyerte |
| legjobb női főszereplő     | 2009 | A szabadság útjai                  | Jelölve  |
| legjobb női mellékszereplő | 1996 | Értelem és érzelem                 | Elnyerte |
| legjobb női mellékszereplő | 2002 | Iris – Egy csodálatos női elme     | Jelölve  |
| legjobb női mellékszereplő | 2016 | Steve Jobs                         | Elnyerte |
| legjobb brit film          | 2025 | Lee                                | Jelölve  |

Golden Globe-díj
| Kategória                                          | Év   | Jelölt mű                          | Eredmény |
| -------------------------------------------------- | ---- | ---------------------------------- | -------- |
| legjobb női főszereplő (filmdráma)                 | 1998 | Titanic                            | Jelölve  |
| legjobb női főszereplő (filmdráma)                 | 2007 | Apró titkok                        | Jelölve  |
| legjobb női főszereplő (filmdráma)                 | 2009 | A szabadság útjai                  | Elnyerte |
| legjobb női főszereplő (filmdráma)                 | 2014 | Nyárutó                            | Jelölve  |
| legjobb női főszereplő (filmdráma)                 | 2025 | Lee                                | Jelölve  |
| legjobb női főszereplő (filmmusical vagy vígjáték) | 2005 | Egy makulátlan elme örök ragyogása | Jelölve  |
| legjobb női főszereplő (filmmusical vagy vígjáték) | 2012 | Az öldöklés istene                 | Jelölve  |
| legjobb női főszereplő (minisorozat vagy tévéfilm) | 2012 | Mildred Pierce                     | Elnyerte |
| legjobb női főszereplő (minisorozat vagy tévéfilm) | 2022 | Easttowni rejtélyek                | Elnyerte |
| legjobb női főszereplő (minisorozat vagy tévéfilm) | 2025 | A rezsim                           | Jelölve  |
| legjobb női mellékszereplő                         | 1996 | Értelem és érzelem                 | Jelölve  |
| legjobb női mellékszereplő                         | 2002 | Iris – Egy csodálatos női elme     | Jelölve  |
| legjobb női mellékszereplő                         | 2009 | A felolvasó                        | Elnyerte |
| legjobb női mellékszereplő                         | 2016 | Steve Jobs                         | Elnyerte |

Screen Actors Guild-díj

## Fordítás
- Ez a szócikk részben vagy egészben  a   Kate Winslet című angol Wikipédia-szócikk fordításán alapul.  Az eredeti cikk szerkesztőit annak laptörténete sorolja fel. Ez a jelzés csupán a megfogalmazás eredetét és a szerzői jogokat jelzi, nem szolgál a cikkben szereplő információk forrásmegjelöléseként.
- Ez a szócikk részben vagy egészben  a   List of Kate Winslet performances című angol Wikipédia-szócikk fordításán alapul.  Az eredeti cikk szerkesztőit annak laptörténete sorolja fel. Ez a jelzés csupán a megfogalmazás eredetét és a szerzői jogokat jelzi, nem szolgál a cikkben szereplő információk forrásmegjelöléseként.